# Cessna T-50
Cessna T-50 Bobcat byl americký víceúčelový dvoumotorový pětimístný dolnoplošník smíšené konstrukce se zatahovacím podvozkem ostruhového typu.

## Vznik a vývoj

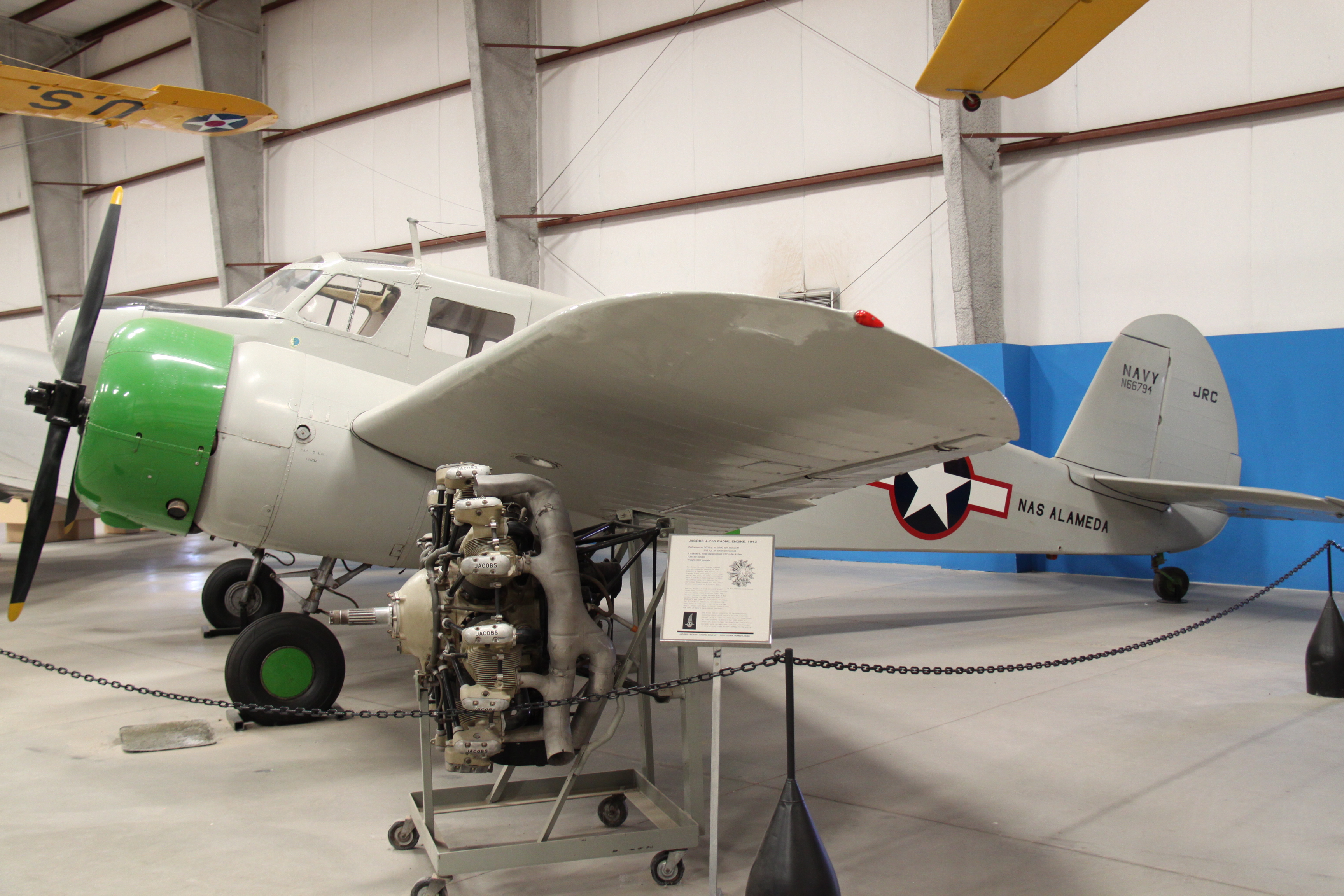
Cessna JRC-1 (N66794), US Navy

V roce 1936 předal Clyde V. Cessna vedení podniku ve Wichitě ing. Dwane L. Wallaceovi, který úvodem zmodernizoval a rozčlenil výrobní program společnosti. Po výrobě čtyřmístného samonosného hornoplošníku Cessna C-34 Airmaster zahájil produkci rodinné pětisedadlovky T-50.
Zálet prvního letounu T-50 provedli 26. března 1939 D. L. Wallace a Bill Snook. Šéfkonstruktér Tom Salter pro nový stroj vybral hvězdicové sedmiválce Jacobs L-4MB s výkonem po 180 kW, které roztáčely dvoulisté stavitelné vrtule. Firma Cessna záhy odprodala 42 kusů civilním zákazníkům, zejména pro místní a nepravidelnou dopravu.
Zahájením druhé světové války přišly pro typ T-50 vojenské zakázky. Spojené království vyhlásilo program Commonwealth Joint Air Training Plan, jehož úkolem byl výcvik osádek pro Royal Air Force v zemích Britského společenství národů nezasažených bezprostředně válečným konfliktem. Pro letecké školy Royal Canadian Air Force proto Británie objednala 640 letounů označených Cessna Crane Mk.I, po nichž následovala zakázka na 190 exemplářů Crane Mk.II se zdokonaleným vybavením. Instalovány byly dvojice pohonných jednotek Jacobs R-755-9, což byly militarizované verze civilních L-4MB. Dodávky byly zahájeny v roce 1941.

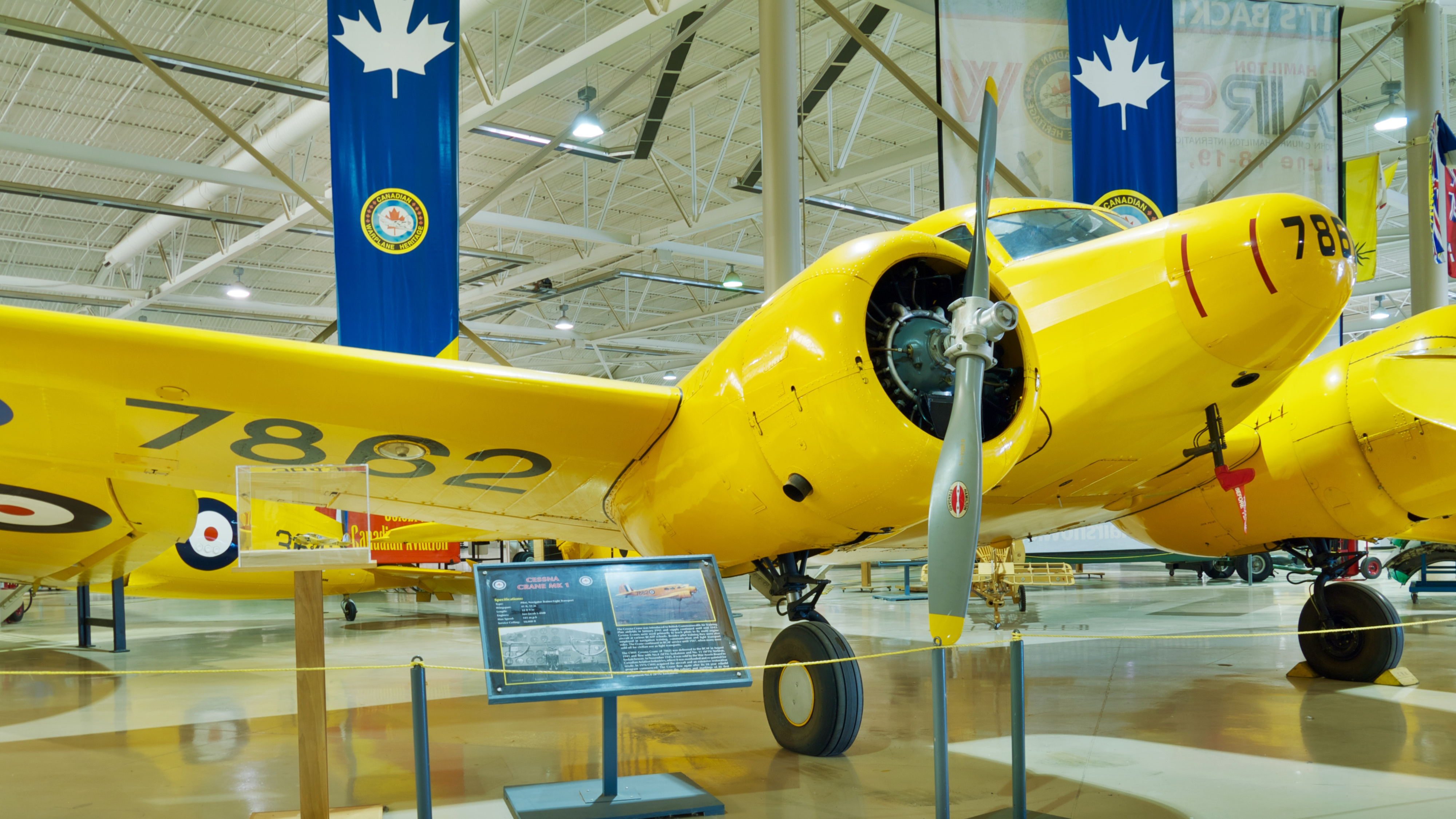
Cessna Crane Mk.I, RCAF, Canadian Warplane Heritage Museum

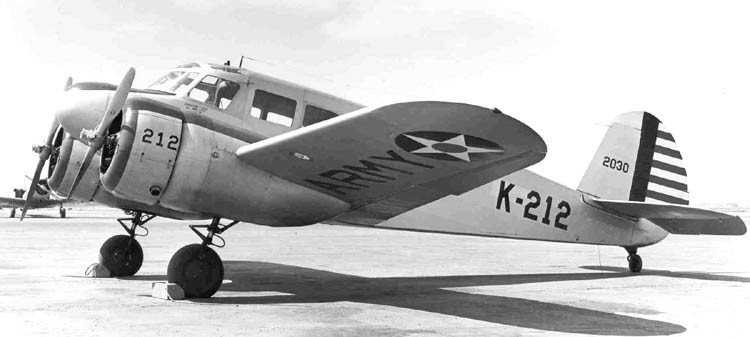
Cessna AT-17, USAAF, Stockton Field, 9. května 1942

Ještě před vstupem USA do války započalo rozšiřování personální základny amerického letectva, které pro tento program odkoupilo 33 letounů pod názvem AT-8. Pohon AT-8, zalétaného již v roce 1940, zajišťovaly devítiválce Lycoming R-680-9 o výkonu po 217 kW.
Do poloviny roku 1942 továrna dodala dalších 1140 kusů verze AT-17 s motory Lycoming R-755-9. Vyráběny byly v obměnách AT-17A s kovovými stavitelnými vrtulemi Hamilton Standard o průměru 2,36 m, které nahradily původní dřevěné, AT-17B s 12voltovou elektrickou soustavou namísto 24voltové, AT-17C s rozšířenou rádiovýbavou a AT-17D s doplněným vybavením. Z důvodu menší odolnosti dřevěné konstrukce na povětrnostní vlivy a s tím spojenými problémy s hlavním nosníkem křídla byla v průběhu provozu snížena vzletová hmotnost. Tyto verze nesly označení AT-17E až AT-17H.
Už v prvních dnech války zabavilo americké armádní letectvo 17 z letuschopných civilních T-50 a zařadilo je do výzbroje jako C-78A (od 1. ledna 1943 UC-78A). V roce 1942 přišla zakázka na 3356 nových letounů UC-78A až UC-78C, které se rozšířily ve všech bojových oblastech působení amerického letectva. Celkem 67 exemplářů UC-78 převzalo US Navy, kde nesly označení JRC-1 Elliott.
Z velkého výprodeje přebytečných letadel se dostaly tři stroje UC-78 do Československa (OK-XBB, OK-XCB a OK-ZCB). Další zakoupila v roce 1946 například polská letecká společnost LOT, která z nich sestavila 14 letuschopných kusů a používala je až do roku 1949 (imatrikulace SP-LEA až -LEO).

## Specifikace (AT-17)

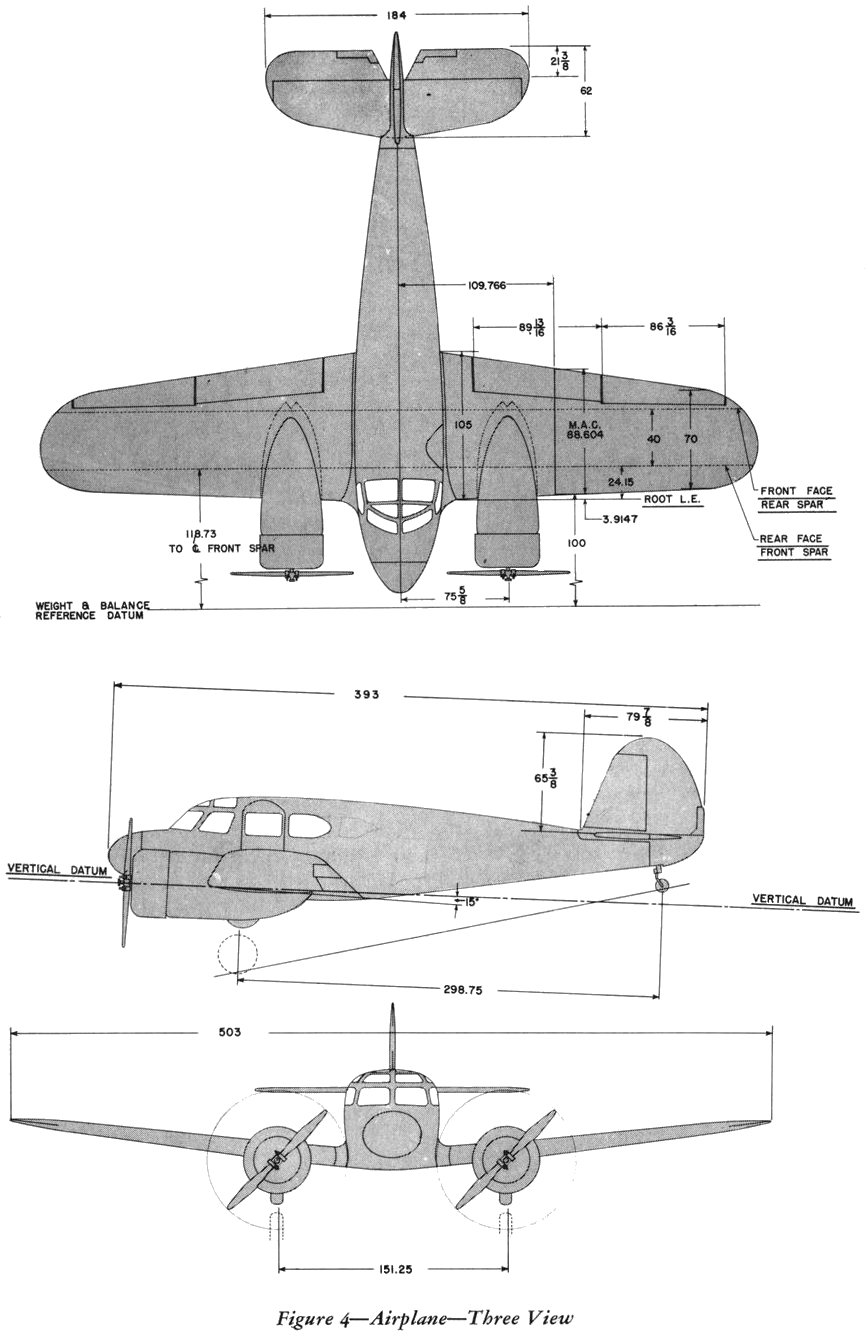
Třípohledový nákres

Údaje podle

### Technické údaje
- Osádka:
- Rozpětí: 12,78 m
- Délka: 10,00 m
- Výška: 3,03 m
- Nosná plocha: 27,50 m²
- Hmotnost prázdného letounu: 1836 kg
- Maximální vzletová hmotnost: 2586 kg
- Pohonná jednotka:
- Výkon pohonné jednotky:

### Výkony
- Maximální rychlost: 314 km/h
- Cestovní rychlost: 250 km/h
- Stoupavost u země: 6,7 m/s
- Dostup: 6000 m
- Dolet: 1200 km